# Nave infernal

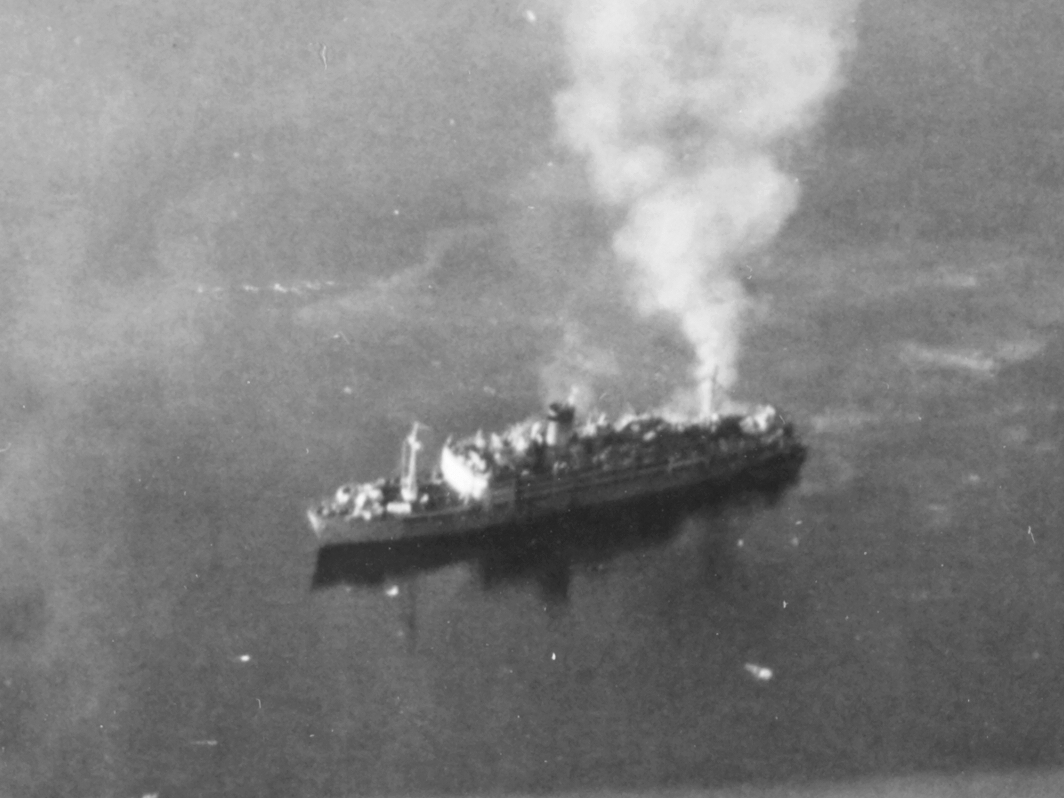
El Oryoku Maru.

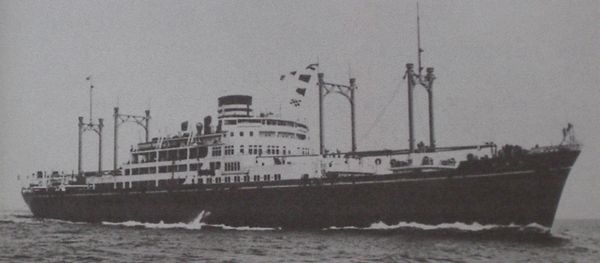
El Aikoku Maru

El término nave infernal (hell ship, en inglés) se refiere mayormente a las naves usadas por la Armada Imperial Japonesa para transportar a los prisioneros de guerra Aliados fuera de Filipinas, Hong Kong y Singapur durante la Segunda Guerra Mundial. Los prisioneros de guerra eran llevados a Japón, Taiwán, Manchuria o Corea para ser usados como mano de obra forzada. En japonés, son conocidos como Jigoku sen (地獄船), con el mismo significado.

## Origen del término
El término se acuñó mucho antes del estallido de la Segunda Guerra Mundial y también fue utilizado para referirse a los transportes alemanes de prisioneros de guerra. Cuando el destructor de la Marina Real Británica, HMS Cossak abordó la nave alemana de abastecimiento Altmark en un fiordo noruego el 16 de febrero de 1940 (en lo que más tarde sería conocido como el Incidente Altmark) y liberó a unos 300 marinos mercantes británicos que habían sido recogidos de los barcos hundidos por el acorazado de bolsillo Admiral Graf Spee, el Altmark fue frecuentemente llamado en los periódicos británicos la "nave infernal de Hitler" o la "nave infernal nazi".

## Uso de las naves infernales
Cuando las fuerzas Aliadas se aproximaron, los japoneses empezaron a trasladar a los prisioneros de guerra por mar. En condiciones similares a las de la Marcha de la Muerte de Bataán, los prisioneros a menudo fueron atiborrados en bodegas de carga con poco aire, comida o agua durante viajes que podían durar semanas. Muchos murieron a causa de asfixia, inanición o disentería. Con el calor, humedad, falta de oxígeno, comida y agua, algunos prisioneros de guerra empezaron a delirar y a volverse insensibles hacia su entorno. A diferencia de los transportes de armas que eran marcados algunas veces como naves de la Cruz Roja, estos transportes de prisioneros estaban sin marcar, por lo que eran considerados como objetivos por los submarinos y los ataques aéreos aliados.

## La naveOryoku Maru
El nombre de la nave infernal Oryoku Maru cubre colectivamente los viajes de 7 semanas y el destino de los prisioneros de guerra Aliados mantenidos en Filipinas quienes sobrevivieron el hundimiento de esa nave en la bahía de Subic en diciembre de 1944 y el bombardeo de una segunda nave, la Enoura Maru, en la bahía de Takao, en enero de 1945 y la nave Brazil Maru que trasladó a los últimos prisioneros de guerra Aliados sobrevivientes a Moji, en Japón. Allí, se dice que los médicos japoneses se escandalizaron por la deteriorada condición de los prisioneros de guerra y recurrieron al triaje para tratarlos. Los 110 casos más graves fueron llevados a un hospital militar en Kokura, donde 73 murieron durante un periodo de un mes. Otros cuatro grupos fueron enviados a los campos de prisioneros de guerra de Fukuoka 1, 3, 4 y 17. De 549 prisioneros que estaban vivos cuando la nave atracó, solo 372 sobrevivieron a la guerra. Eventualmente, algunos fueron a un campo de prisioneros de guerra en Jinsen (Inchon) en Corea, donde se les dio trabajo ligero, mayormente coser prendas para el Ejército imperial Japonés.
El Oryoku Maru era un buque de carga de 7363 toneladas que los japoneses utilizaron para intentar transportar a 1620 sobrevivientes de la Marcha de la Muerte de Bataán, isla Corregidor y otras batallas. Partió de Manila el 13 de diciembre de 1944 y durante los siguientes dos días fue bombardeado por error por aeroplanos estadounidenses. Alrededor de 270 prisioneros murieron a bordo de la nave por sofocación o deshidratación, fallecieron durante los ataques o por ahogamiento al intentar escapar de la nave. Un coronel en su informe especial escribió:
«Muchos hombres enloquecieron y se arrastraban en la oscuridad absoluta armados con cuchillos, intentando matar gente para beber su sangre, o armados con cantimploras llenas de orina que balanceaban en la oscuridad. La bodega del barco estaba tan atiborrada de gente, que todos iban entrelazados entre ellos y el único movimiento posible era por encima de las cabezas y los cuerpos de los otros.»

## Otras naves infernales
El Junyō Maru fue la peor de las naves infernales, pues en ésta murieron 5640 prisioneros de guerra de los 6520 que transportaba después de ser hundida.
El Arisan Maru, cuando fue torpedeado, todos los 1782 prisioneros de guerra habían escapado del hundimiento, pero los japoneses se negaron a rescatarlos. Como resultado solo nueve prisioneros sobrevivieron: cinco escaparon a China en uno de los dos botes de emergencia y otros cuatro fueron capturados por el Imperio Japonés (uno de ellos murió mientras llegaban a tierra).